# أمريكان إيغل إيغلت 31
أمريكان إيغل إيغلت 31  (بالإنجليزية: American Eagle Eaglet 31) هي طائرة خفيفة للغاية، ذات أجنحة مرتفعة وبمقعدين. (من عقد الثلاثينات). أنتجت في الولايات المتحدة. من صناعة شركة أمريكان إيغل للطائرات. كان أول طيران لها في 1930. دخلت الخدمة في 1930، صنع منها 93 طائرة. وتوجد منها عدة نسخ صالحة للطيران في عام 2009.